# Jacek Hennel
Jacek Witold Hennel (ur. 20 grudnia 1925 w Chorzowie, zm. 2 czerwca 2014 w Krakowie) – polski fizyk, prof. dr hab., specjalista w zakresie rezonansu magnetycznego, członek krajowy korespondent Polskiej Akademii Umiejętności

## Życiorys
Syn Witolda i Ireny, był mężem Józefy Hennelowej.
Tytuł profesora otrzymał w 1974 roku.
Należał do partii Ruch Obywatelski Akcja Demokratyczna.
W 2005 został odznaczony Krzyżem Oficerskim Orderu Odrodzenia Polski.
9 czerwca 2014 roku został pochowany w Krakowie na cmentarzu Rakowickim (pas 46-2-4).

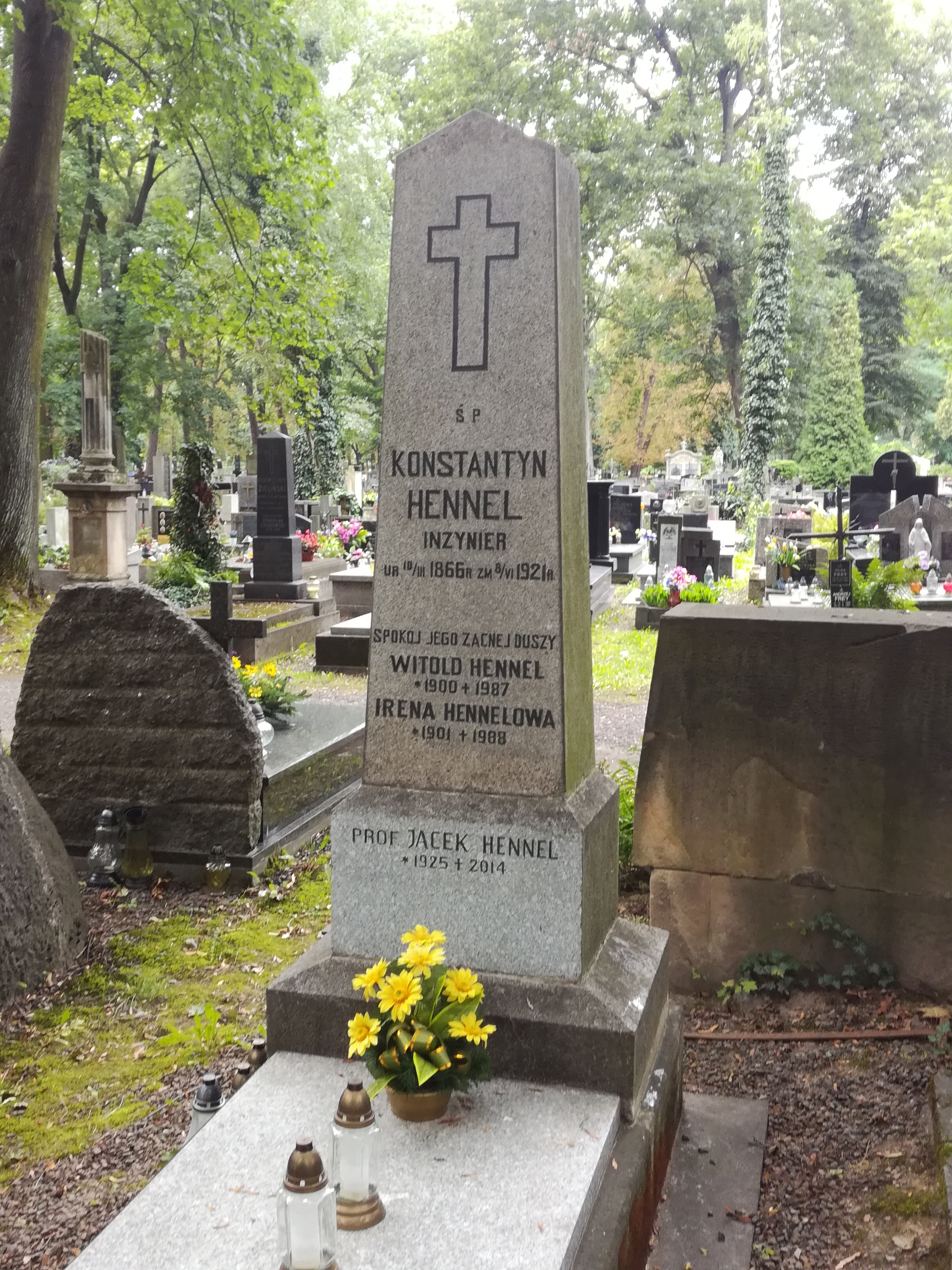
Grób prof. Jacka Hennela na cmentarzu Rakowickim